# Portrait de Luis de Góngora y Argote
Pour les articles homonymes, voir Argote et Gongora (homonymie).
Portrait de Luis de Góngora y Argote est une huile sur toile peinte par Diego Velázquez en 1622 durant son premier voyage à Madrid, où il rencontra le poète cordouan. Il est conservé depuis 1931 au musée des beaux-arts de Boston. Il vient de la collection du marquis de la Vega-Inclán, et fut acheté à Londres, maison Tomás Harris Limited.

## Description
Le portrait représente l'écrivain Luis de Góngora, poète rival de Lope de Vega. Le visage est orienté aux ¾ sur un fond neutre. La lumière rasante fait ressortir intensément les traits au premier plan et fait ressortir une profonde pénétration psychologique. Vélasquez le peignit sur commande de son maître et beau-père Francisco Pacheco qui préparait un « livre de description des véritables portraits d'illustres et mémorables hommes », qui resta inachevé et dont on conserve 60 portraits réalisés par le maître sévillan bien que le dessin de Gongora ne fasse pas partie d'eux. Le propre Pacheco y fit allusion dans « l'art de la peinture » notant qu'il peignit sur commande et qu'il fut très célèbre.
Antonio Palomino affirma également que le portrait avait été « très célébré parmi les courtisans » bien qu'il avertît qu'il avait été peint « de sa manière personnelle, qui dégénéra de la dernière ». Jean de Courbes le pris comme modèle pour l'estampe qui figure au frontispice de l’œuvre de José Pellicer « leçons solennelles sur les œuvres de don Luis de Gongora y Argote », Madrid 1630. Un portrait de Gongora figurait parmi les biens de Vélasquez à sa mort (no 179 de son inventaire) et celui-ci ou une copie était en 1677 dans la collection de Gaspart de Haroy Guzman, marquis de Carpio. Il avait été acheté avec les autres œuvres de Vélasquez de la même collection par Nicolas Nepata en 1692.
En plus de l'huile de Boston, d'autres versions ont été conservées. L'une est au musée du Prado (numéro de catalogue P1223), où il est catalogué comme une copie, reproduction fidèle de l'original. La seconde est au Musée Lazaro Galdiano (0,55 × 0,45 cm). Pour Lopez-Rey, c'est une œuvre de l'atelier. Les trois versions furent admises comme authentiquement de la main de Vélasquez par José Gudiol (numéros 32 à 34 de son catalogue) bien que la majeure partie de la critique estime que seule la version de Boston est authentique.
José Camón Aznar, directeur du musée Lázaro Galdiano, en expliquant ses préférences pour la version conservée dans son musée, critiqua le traitement de la tête de la toile de Boston « avec des plans autonomes, comme à facettes » et qui semble être le résultat de coups de pinceaux insistants et de même tonalité ; mais c'est précisément à ça que semble faire allusion Palomino lorsqu'il parle de cette « sa propre manière », éloigné des coups de pinceaux isolés du Vélasquez adulte que l'on peut observer sur la version du Lazaro Galdiano.
La couronne de lauriers visible sur la version de Boston aux rayons X, est une autre preuve en faveur de la primauté de cette toile et doit être mis en rapport avec les autres toiles mentionnées dans le livre de Pacheco. L'étude technique de la version du Musée du Prado montre sur cette toile des techniques propres à l'atelier de Vélasquez à une date avancée, vers 1628, mais sans les coups de pinceaux courts alors caractéristiques du peintre.

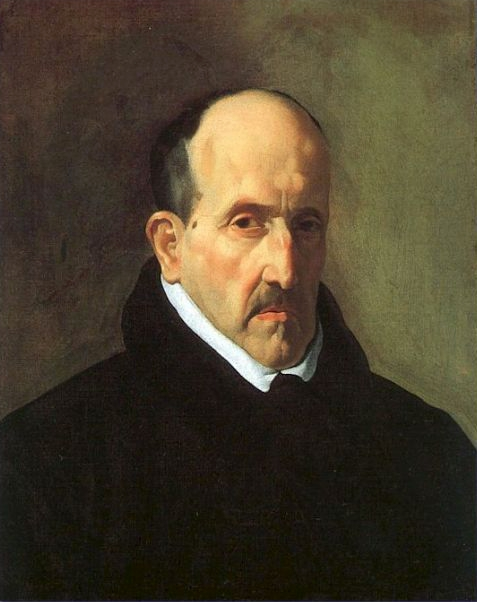
Version du musée Lazaro Galdiano
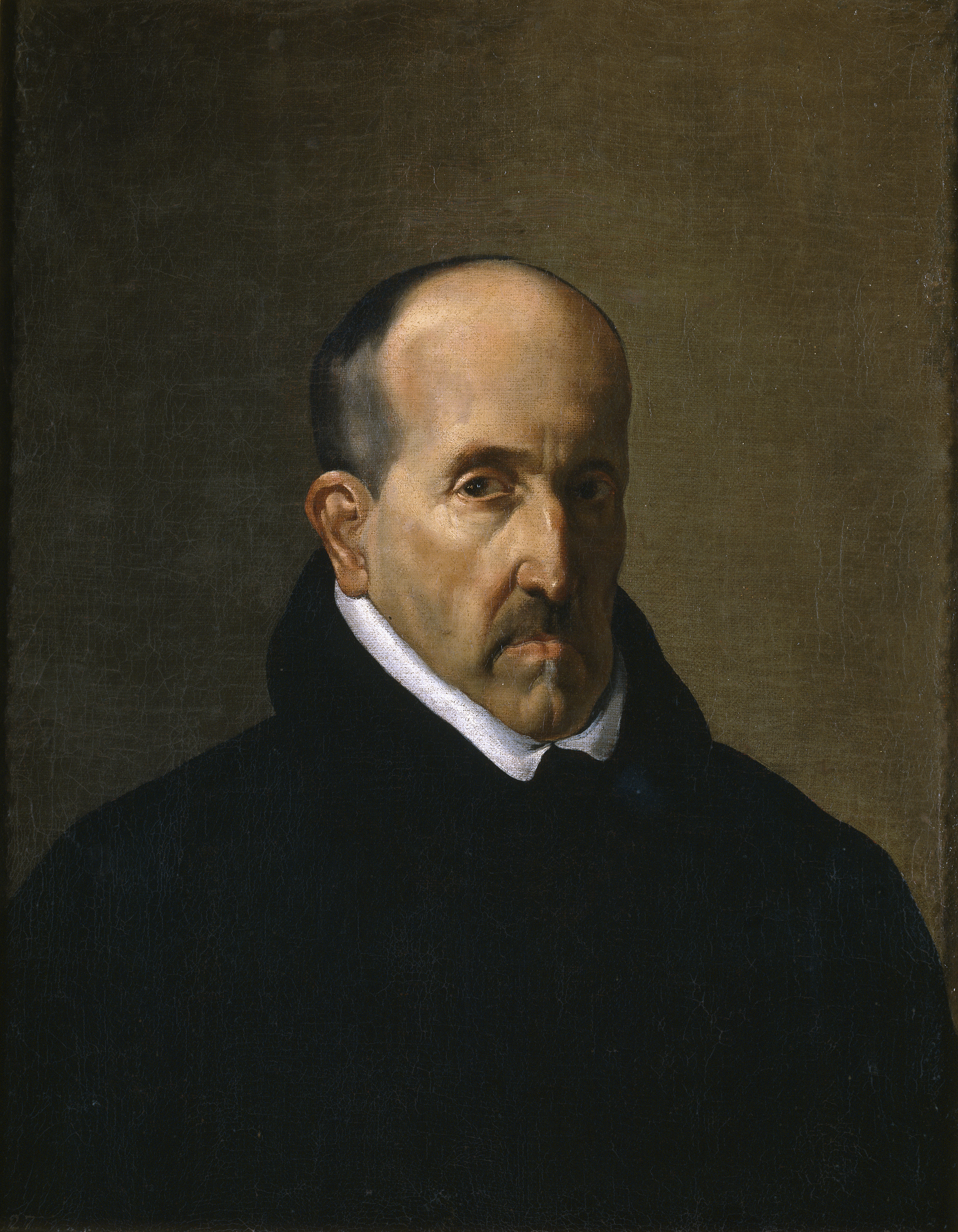
Version du musée du Prado